# Kingsley Wood
Sir Howard Kingsley Wood (Londra, 19 agosto 1881 – Londra, 21 settembre 1943) è stato un politico britannico conservatore.
Figlio di un ministro della Chiesa metodista, si laureò come avvocato e si specializzò con successo nelle assicurazioni industriali. Divenne un membro del Consiglio della Contea di Londra e poi un membro del Parlamento.
Wood fu sottosegretario di Neville Chamberlain presso il Ministero della Salute, stabilendo una stretta alleanza personale e politica. Il suo primo incarico di governo fu direttore generale delle poste, in cui trasformò il Post Office britannico da burocrazia a business. Come segretario di Stato per l'Aeronautica nei mesi precedenti la seconda guerra mondiale supervisionò un enorme aumento della produzione di aerei da guerra per portare la Gran Bretagna alla parità con la Germania. Quando Winston Churchill divenne primo ministro nel 1940, Wood venne nominato Cancelliere dello Scacchiere, incarico nel quale adottò le politiche proposte da John Maynard Keynes, cambiando il ruolo del Tesoro di Sua Maestà da custode delle entrate e delle spese del governo a guida dell'intera economia britannica.
Una delle ultime innovazioni di Wood fu la creazione della Pay As You Earn, in base al quale l'imposta sul reddito viene detratta dalla paga corrente dei dipendenti, anziché essere riscossa retrospettivamente. Questo sistema rimane in vigore in Gran Bretagna. Wood morì improvvisamente il giorno in cui il nuovo sistema doveva essere annunciato al Parlamento.

## Primi anni
Wood nacque a Hull, primogenito di tre figli del reverendo Arthur Wood, un ministro della Chiesa metodista, e di sua moglie, Harriett Siddons, nata Howard. Suo padre venne nominato ministro della Wesley's Chapel a Londra, dove Wood crebbe, frequentando la vicina Central Foundation Boys' School. Era articolo di un avvocato, diplomandosi nel 1903 con lode nei suoi esami di legge.
Nel 1905 Wood sposò Agnes Lilian Fawcett (morta nel 1955); non c'erano figli biologici del matrimonio, ma la coppia adottò una figlia. Wood fondò il proprio studio legale nella Città di Londra, specializzato in diritto assicurativo industriale. Rappresentò le compagnie assicurative industriali nelle loro negoziazioni con il governo liberale prima dell'introduzione del National Insurance Bill di Lloyd George nel 1911, ottenendo preziose concessioni per i suoi clienti.
Wood venne eletto per la prima volta alla carica come membro del Consiglio della Contea di Londra (LCC) in un'elezione suppletiva il 22 novembre 1911, in rappresentanza del borgo di Woolwich per il Partito della Riforma Municipale. La sua importanza nel campo delle assicurazioni crebbe negli anni successivi; il suo biografo Roy Jenkins lo ha definito "il panjandrum legale dell'assicurazione industriale". Presiedette l'Autorità per le pensioni di vecchiaia di Londra nel 1915 e il Comitato delle assicurazioni di Londra dal 1917 al 1918, fu membro del Comitato consultivo nazionale delle assicurazioni dal 1911 al 1919, presidente della Facoltà di assicurazioni dal 1916 al 1919 e presidente della facoltà nel 1920, nel 1922 e nel 1923. Al LCC fu membro dei comitati del consiglio su assicurazioni, pensioni e alloggi. Venne nominato cavaliere nel 1918 all'età insolitamente giovane di 36 anni. Non vi era allora, come divenne in seguito, la pratica di dichiarare negli elenchi onorifici il motivo per il conferimento di un'onorificenza, ma Jenkins scrive che il cavalierato di Wood era essenzialmente per il suo lavoro nel campo assicurativo.

## Membro del Parlamento
Wood venne eletto al Parlamento come conservatore nelle "elezioni cachi" del 1918. Il suo collegio elettorale, Woolwich West, era marginale, ma lo rappresentò per il resto della sua vita. Prima di essere eletto, aveva attratto avviso sostenendo l'istituzione di un Ministero della Salute; dopo l'elezione venne nominato segretario privato parlamentare (un assistente non retribuito di un ministro, un tradizionale primo gradino della scala politica) al primo Ministro della Salute, Christopher Addison.
Dopo il crollo del governo di coalizione nel 1922, a Wood non venne offerto alcun posto nel governo conservatore formato da Bonar Law. In qualità di parlamentare di secondo piano, Wood introdusse con successo il Summer Time Bill del 1924. Questa misura, approvata nonostante l'opposizione della lobby agricola, prevedeva un periodo estivo annuale di sei mesi dalla prima domenica di aprile alla prima domenica di ottobre.
Quando Baldwin successe a Law nel 1924, Wood venne nominato segretario parlamentare al Ministero della Salute, sottosegretario di Neville Chamberlain. I due prestarono servizio presso il Ministero della Salute dall'11 novembre 1924 al 4 giugno 1929, diventando amici e saldi alleati politici. Lavorarono a stretto contatto sulla riforma del governo locale, compreso un radicale aggiornamento della tassazione locale, le rates, basate sui valori immobiliari. La posizione politica di Wood venne contrassegnata dalla sua nomina a commissario civile durante lo sciopero generale del 1926, e, insolitamente per un sottosegretario, come consigliere privato nel 1928. Nel 1930 venne eletto primo presidente del comitato esecutivo della National Union of Conservative and Unionist Associations.
Quando Ramsay MacDonald formò il Governo Nazionale nel 1931, Wood venne nominato segretario parlamentare al Board of Education. Dopo le elezioni generali del novembre 1931 venne promosso alla carica di direttore generale delle poste. La posizione non comportava l'adesione automatica al governo, ma Wood ne venne nominato membro nel 1933.

## Il servizio ministeriale

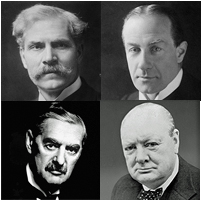
Wood è stato ministro sotto (in alto) Ramsay MacDonald, Stanley Baldwin, (in basso) Neville Chamberlain e Winston Churchill

In qualità di ministro responsabile del General Post Office (GPO), Wood ereditò un'organizzazione antiquata, non attrezzata per soddisfare le esigenze degli anni '30. In particolare la sua gestione del sistema telefonico nazionale, un monopolio del GPO, è stata ampiamente criticata. Wood considerò la ricostituzione dell'intero GPO, cambiandolo da un dipartimento governativo a quello che in seguito sarebbe stato denominato quango ed istituì un comitato indipendente per consigliarlo su questo. Il comitato raccomandò che il GPO rimanesse un dipartimento di stato, ma adottasse un approccio più commerciale.
Sotto Wood il GPO introdusse le disposizioni di risposta pagata per le imprese, e istituì un servizio nazionale telescrivente. Per il servizio telefonico, ancora in gran parte dipendente da operatori manuali, il GPO introdusse un programma di costruzione di nuove centrali automatizzate. Per il servizio postale, il GPO costituì una grande flotta di veicoli a motore per velocizzare le consegne, con 3.000 furgoni e 1.200 motociclette. Wood era un forte sostenitore della pubblicità; organizzò una campagna pubblicitaria per il sistema telefonico che aumentò notevolmente il numero di abbonati e fondò la GPO Film Unit, che ottenne un'elevata reputazione estetica oltre ad aumentare il profilo del GPO. Soprattutto, Wood trasformò l'alta dirigenza del GPO e negoziò un accordo finanziario pratico con il Tesoro di Sua Maestà. La carica del servizio civile di segretario alle Poste venne sostituito da un direttore generale con un consiglio di amministrazione esperto. Le vecchie regole finanziarie, con le quali tutte le entrate eccedenti del GPO venivano consegnate al Tesoro, avevano a lungo impedito il reinvestimento nell'impresa; Wood negoziò un nuovo accordo in base al quale il GPO avrebbe pagato una somma annuale concordata al Tesoro e avrebbe trattenuto il resto delle sue entrate per investimenti.
Quando a MacDonald successe come primo ministro del Regno Unito Baldwin nel 1935, Wood venne nominato ministro della Salute. Nonostante il suo titolo, il Ministero a quel tempo si occupava almeno tanto degli alloggi quanto della salute. Sotto Wood, il suo biografo G. C. Peden, “il programma di risanamento edilizio venne portato avanti con energia e il sovraffollamento venne notevolmente ridotto. Ci fu anche un netto miglioramento della mortalità materna, dovuto principalmente alla scoperta di antibiotici in grado di contrastare la setticemia, ma anche perché ai sensi del Midwives Act del 1936 venne creato un servizio di ostetricia stipendiata a tempo pieno." Jenkins commenta che il boom immobiliare degli anni '30 è stato uno dei due principali fattori che hanno contribuito alla ripresa economica che ci fu dopo la Grande Depressione.
Quando Anthony Eden si dimise dal governo Chamberlain nel marzo 1938, Wood passò a diventare segretario di Stato per l'aeronautica nel successivo rimpasto. Il Regno Unito allora produceva 80 nuovi aerei da guerra al mese. Entro due anni sotto Wood la cifra era salita a 546 al mese. Allo scoppio della seconda guerra mondiale, la Gran Bretagna stava producendo tanti nuovi aerei da guerra quanto la Germania. Il mandato di Wood come segretario di Stato per l'Aeronautica coincise con la strana guerra e durante questo periodo limitò l'attività della RAF al lancio di volantini di propaganda piuttosto che a bombardamenti strategici. Quando Leo Amery lo esortò a distruggere la Foresta Nera con bombe incendiarie in reazione all'invasione della Polonia, si dice che abbia risposto "Sai che è proprietà privata? [...] Perché mi chiederai di bombardare Essen dopo!" All'inizio del 1940, Wood era esausto per i suoi sforzi e Chamberlain lo trasferì nell'ufficio non dipartimentale di lord custode del sigillo privato, spostando l'incaricato, Sir Samuel Hoare, al Ministero dell'Aeronautica al posto di Wood. Il compito di Wood era di presiedere sia il Comitato per la politica interna del gabinetto, che considerava "tutti i servizi sociali e altre questioni interne e rivede le proposte di legislazione" sia il Comitato per la politica alimentare, sovrintendendo "ai problemi della politica alimentare e dell'agricoltura domestica ". Mantenne questo incarico solo per poche settimane; la caduta di Chamberlain colpì Wood in modo inaspettato.
Nel maggio 1940, come amico fidato, Wood disse a Chamberlain "con affetto ma con fermezza" che dopo la debacle della sconfitta in Norvegia britannica e il conseguente dibattito alla Camera dei Comuni, la sua posizione di primo ministro era impossibile e doveva dimettersi. Consigliò anche a Winston Churchill d'ignorare le pressioni di coloro che volevano Lord Halifax, non Churchill, come successore di Chamberlain. Chamberlain accettò di dimettersi il 9 maggio, ma prese in considerazione l'idea di tornare sulla sua decisione il giorno successivo poiché l'attacco tedesco sul fronte occidentale era iniziato; Wood gli disse che doveva rassegnare le dimissioni. Entrambi gli uomini agirono su consiglio di Wood. Churchill divenne primo ministro il 10 maggio 1940; Wood venne nominato cancelliere dello Scacchiere il 12 maggio.

## Cancellierato dello Scacchiere e morte
Uno dei motivi della nomina di Wood al Tesoro sembra essere stato l'urgente desiderio di Churchill di sbarazzarsi del cancelliere dello Scacchiere in carica, Sir John Simon, che Churchill detestava. Un altro potrebbe essere stato il record di Wood nel lavorare bene con politici di altri partiti. In tempo di pace, il cancelliere dello Scacchiere è spesso il membro più importante del governo dopo il primo ministro, ma le esigenze della guerra ridussero la precedenza del cancelliere. Il Tesoro cessò temporaneamente di essere il dipartimento centrale del governo. Nelle parole di Peden, "Gli aspetti non militari della politica, inclusa la politica economica, erano coordinati da un comitato di governo. [...] I compiti principali del Tesoro erano finanziare la guerra con la minore inflazione possibile, per condurre una politica finanziaria esterna in modo da garantire l'approvvigionamento all'estero alle migliori condizioni possibili e partecipare alla pianificazione per il dopoguerra."
Wood fu cancelliere, come nota Jenkins, "per i quaranta mesi chiave della seconda guerra mondiale". Presentò quattro bilanci al Parlamento. Il suo primo, nel luglio 1940, passò con poco preavviso e portò in vigore alcune piccole modifiche pianificate dal suo predecessore. Di impatto più duraturo fu la sua creazione nello stesso mese di un consiglio di consiglieri economici, il più notevole dei quali, John Maynard Keynes, venne rapidamente reclutato come consigliere a tempo pieno presso il Tesoro. Jenkins rileva l'influenza di Keynes nel secondo bilancio di Wood, nell'aprile 1941. Introdusse un'aliquota massima dell'imposta sul reddito di 19s 6d (97½ pence in valuta decimale) e aggiunse due milioni al numero di contribuenti; per la prima volta nella storia della Gran Bretagna la maggioranza della popolazione era soggetta ad imposta sul reddito. Keynes convinse Wood ad abbandonare la dottrina ortodossa del Tesoro secondo cui i bilanci servivano esclusivamente a regolare le entrate e le spese del governo; Wood, nonostante alcuni dubbi da parte di Churchill, adottò la concezione di Keynes di utilizzare la contabilità del reddito nazionale per controllare l'economia.
Con l'enorme aumento della spesa pubblica reso necessario dalla guerra - aumentò di sei volte tra il 1938 e il 1943 - l'inflazione fu sempre un pericolo. Wood cercò di contrastare le rivendicazioni salariali inflazionistiche sovvenzionando i beni razionati essenziali, mentre imponeva pesanti tasse sui beni classificati come non essenziali. L'ultimo cambiamento di cui fu pioniere come cancelliere fu il sistema di Pay As You Earn (PAYE), in base al quale l'imposta sul reddito viene detratta dalla paga corrente piuttosto che pagata retrospettivamente sui guadagni degli anni passati. Non visse abbastanza per vederla entrare in vigore; morì improvvisamente nella sua casa di Londra la mattina del giorno in cui avrebbe dovuto annunciare la PAYE alla Camera dei Comuni. Aveva 62 anni.
Wood venne citato nel libro Guilty Men da Michael Foot, Frank Owen e Peter Howard (che scrisse sotto lo pseudonimo di "Cato"), pubblicato nel 1940 come attacco a personaggi pubblici per il loro mancato riarmo e la loro pacificazione della Germania nazista.